# Carlo Cassola
Carlo Cassola (Roma, 1917 - Montecarlo, 1987) fou un novel·lista italià de l'època neorealista, autor d'una àmplia obra literària i mereixedor de molts premis. Cassola utilitza una escriptura senzilla, poètica, realista que descriu magistralment la bellesa del quotidià i del senzill. També és autor d'assaig i d'històries curtes. Se'l considera un dels grans mestres de les lletres italianes contemporànies.
La noia de Bube va rebre el Premi Strega l'any 1960. El 1963 Luigi Comencini en va dirigir la pel·lícula, amb Claudia Cardinale com a actriu protagonista.

## Obra
- La visita (1942)
- Fausto e Anna (1952)
- Il taglio del bosco (1954)
- La ragazza di Bube (1960)
- Un cuore arido (1961)
- Il cacciatore (1964)
- Monte Mario (1973)
- L'antagonista (1976)
- Vita d'artista (1979)
- Il ribelle (1980)
- La lezione della storia (1978)
- Diritto alla sopravvivenza (1982)
- Contro le armi (1980)
- La rivoluzione disarmista (1983)
- L'uomo e il cane (1977)

## Traduccions al català
- Cassola, Carlo. La tala del bosc. Traducció de Maria Aurèlia Capmany. Barcelona : Edicions 62, 1966.
- Cassola, Carlo. La noia de Bube. Traducció de Manuel Carbonell. Barcelona : Edicions 62, 1968.